# 海伦·温赖特
海伦·温赖特（英語：Helen Wainwright，1906年3月15日—1965年10月11日），美国女子跳水、游泳运动员。她曾代表美国参加1920年和1924年夏季奥林匹克运动会，获得二枚银牌。她于1967年进入国际游泳名人堂。